# جیسون اورنج
جیسون اورنج (به انگلیسی: Jason Orange) (زاده ۱۰ ژوئیه ۱۹۷۰) خوانندهٔ انگلیسی است.
او قبلاً عضو گروه تیک دت بود.